# Всё в жизни бывает
«Всё в жизни бывает» (оригинальное название IAST: Kuch Kuch Hota Hai, название на хинди कुछ कुछ होता है) — индийский фильм, выпущенный в Болливуде в 1998 году.
Фильм является дебютом Карана Джохара, в нём участвуют самые популярные звезды индийского кино. Фильм занял первое место в списке хитов 1998 года.

## Сюжет
Рахул (Шахрукх Кхан) и Анджали (Каджол) — студенты в колледже Сент-Хавье. Они — лучшие друзья. Но однажды в Сент-Хавье поступает красавица Тина (Рани Мукхерджи), дочь директора. Тина приехала из Лондона, она красива и женственна, полная противоположность Анджали. Тина и Рахул с первого взгляда влюбляются друг в друга, но на сердце Тины ложится камень, она уверена, что Анджали любит Рахула.
Рахул признается Анджали, как своему лучшему другу, что он любит Тину. Её сердце разбито и она решает бросить колледж и уехать домой.
Тина и Рахул женятся, у них рождается дочь, которую Тина называет Анджали. Но, вскоре после рождения ребенка, Тина умирает. Но до этого она пишет своей дочери 8 писем, по одному на каждый день рождения. В последнем письме она рассказывает дочери о той, в честь которой её назвали и просит дочь соединить сердце отца с любящей его Анджали, которая когда-то пожертвовала своей любовью ради его счастья…

## В ролях
- Шахрукх Кхан — Рахул Кханна
- Каджол — Анджали Шарма
- Рани Мукхерджи — Тина Мальхотра
- Салман Кхан — Аман, жених Анджали
- Сана Саид — Анджали Кханна, дочь Рахула и Тины
- Фарида Джалал — миссис Кханна, мать Рахула
- Рима Лагу — миссис Шарма, мать Анджали
- Арчана Пуран Синх — миссис Бриганза
- Химани Шивпури — Рифат Би
- Анупам Кхер — директор Мальхотра, отец Тины

## Награды
| Национальная кинопремия Индии - Лучший популярный фильм - Лучший женский закадровый вокал — Алка Ягник («Kuch Kuch Hota Hai») Filmfare Awards - Лучший фильм - Лучший режиссёр — Каран Джохар - Лучший актёр — Шахрух Хан - Лучшая актриса — Каджол - Лучший актёр второго плана — Салман Хан - Лучшая актриса второго плана — Рани Мукхерджи - Лучший художник-постановщик — Шармишта Рой - Лучший сценарий — Каран Джохар | Zee Cine Awards - Лучший фильм - Лучший режиссёр — Каран Джохар - Лучший актёр — Шахрух Хан - Лучшая актриса — Каджол - Лучшая актриса второго плана — Рани Мукхерджи - Лучшая музыка к песне — Джатин-Лалит - Лучшие слова к песне — Самир - Лучший женский закадровый вокал — Алка Ягник («Kuch Kuch Hota Hai») Star Screen Awards - Лучший фильм — Яш Джохар - Лучший режиссёр — Каран Джохар - Лучший актёр в комической роли — Арчана Пуран Сингх - Лучшая музыка к песне — Джатин-Лалит |

## Производство
Поcле работы в качестве ассистента режиссёра Адитьи Чопры и небольшой роли в фильме «Непохищенная невеста» Каран Джохар решил заняться режиссёрской деятельностью. Решив снять фильм, он выбрал пару актёров, которая уже играла в «Непохищенной невесте»: Шахрух Хана и Каджол, которые согласились благодаря отцу Карана Яшу Джохару.
В сценарий первоначально было заявлено, что сюжет фильма рассказывает о любовном треугольнике между пацанкой, прекрасной девушкой и слегка нечувствительным парнем, первоначальный вариант Джохару не понравился, но он решил переделать в историю о вдовце и его ребёнке, добавив также в сюжет любовный треугольник студентов зарубежного университета.
Тина — настоящее имя Твинкл Кханны, в честь которой назвали героиню. Первоначально роль Тины писалась специально для неё, а после её отказа исполнить эту роль предлагали многим известным актрисам, таким как Табу, Шилпа Шетти, Урмила Матондкар, Айшвария Рай, Равина Тандон и Каришма Капур.
Кандидатуру Рани Мукерджи, независимо друг от друга, предложили режиссеру Адитья Чопра и Шахрух Хан, которые обратили на неё внимание после просмотра трейлера её дебютного фильма «Свадебный кортеж». Роль Амана предлагалась Саиф Али Хану, но он отказался. Также роль предлагали и будущему мужу Каджол Аджаю Девгану, и Чандрачуру Сингху. В итоге её исполнил Салман Хан. Известный актёр, несмотря на свой звёздный статус, согласился исполнить роль второго плана из-за уважения к Яшу Джохару.

## Саундтреки
Музыка песни «Koi Mil Gaya» содержит плагиат мелодии песни «Take that look off your face» Эндрю Ллойда Уэббера
| №  | Название                   | Исполнитель(-и)                             | Длительность |
| -- | -------------------------- | ------------------------------------------- | ------------ |
| 1. | «Kuch Kuch Hota Hai»       | Удит Нараян, Алка Ягник                     | 4:56         |
| 2. | «Koi Mil Gaya»             | Удит Нараян, Алка Ягник, Кавита Кришнамурти | 7:16         |
| 3. | «Saajanji Ghar Aaye»       | Кумар Сану, Алка Ягник, Кавита Кришнамурти  | 7:14         |
| 4. | «Kuch Kuch Hota Hai (Sad)» | Алка Ягник                                  | 1:26         |
| 5. | «Yeh Ladka Hai Deewana»    | Удит Нараян, Алка Ягник                     | 6:36         |
| 6. | «Tujhe Yaad Na Meri Aayee» | Алка Ягник, Манприт Ахтар, Удит Нараян      | 7:03         |
| 7. | «Raghupati Raghav»         | Алка Ягник, Шанкар Махадеван                | 2:05         |
| 8. | «Ladki Badi Anjaani Hai»   | Кумар Сану, Алка Ягник                      | 6:23         |